# Collegio universitario
Un collegio universitario è un'istituzione che offre servizi agli studenti universitari non residenti. 

## Storia e funzione
Il panorama dei Collegi Universitari in Europa è quanto mai variegato, tuttavia è possibile rintracciare alcune caratteristiche comuni che definiscono il Collegio come strettamente connesso alle radici dell'università nell'Europa occidentale. Tale modello, quello di una comunità di docenti e discenti, nato in Inghilterra, si è poi diffuso in alcuni Paesi del continente europeo prima e negli Stati Uniti poi, originando il fenomeno dei Campus. Alla base del modello c'è l'idea di fondo di un percorso educativo che unisca residenzialità, qualità accademica ed integrazione sociale. Gli studi sui Collegi hanno indagato da vari punti di vista l'impatto formativo e le declinazioni del modello, concentrandosi soprattutto sulla sua dimensione sociale che determina un considerevole impatto sui residenti. Vivere in un Collegio, infatti, massimizza le opportunità di integrazione, coinvolgimento e partecipazione in attività sociali, culturali ed extracurriculari. I Collegi, inoltre, facilitano la transizione fra la scuola secondaria e l'università, mettendo a disposizione dello studente una serie di strumenti di supporto che favoriscono un approccio socialmente condiviso ai problemi che via via insorgono grazie alla presenza di tutor, peer tutor, docenti o coach. Lo studente, nei Collegi, è immediatamente collocato in un gruppo con il quale condivide obiettivi e problemi e che, in alcuni casi, si trasforma in uno stimolo costante al miglioramento.
I primi Collegi universitari italiani risalgono al XIV secolo, anche se il maggiore sviluppo si è verificato nel periodo rinascimentale e nel secolo scorso. Fin dalle origini il loro obiettivo principale fu di favorire una promozione sociale fondata sul merito piuttosto che sul censo.

## Situazione italiana

### Tipologie
La Legge 338/2000 prevede quattro prevalenti tipologie di strutture di Collegio universitario:
- ad albergo: corridoi su cui si affacciano le stanze, singole o multiple, con i servizi concentrati in prevalenza in alcune zone dell'edificio;
- a minialloggi: veri e propri appartamenti autonomi con zona cottura, servizi igienici e zona giorno raggruppati attorno a zone di distribuzione nelle quali si trovano gli spazi comuni;
- a nuclei integrati: un numero variabile di camere che fa riferimento per alcune funzioni (pasti, soggiorno) ad ambiti spaziali riservati, in questo caso gli spazi comuni vengono fruiti solo dai gruppi di residenti delle camere che afferiscono ad essi; si tratta di un modello modulare replicabile;
- misto: i vari modelli distributivi sopra descritti convivono in strutture in grado di ospitare differenti tipologie di residenti, dagli studenti ai dottorandi ai visiting professor.

### Collegi legalmente riconosciuti
Nel corso del XX secolo i Collegi universitari hanno promosso il merito con l'obiettivo di formare una classe dirigente responsabile e capace di interpretare e promuovere una società articolata e complessa. È per questo che lo Stato italiano ha sentito l'esigenza di valorizzare la plurisecolare storia dei Collegi in Italia, riconoscendo loro il ruolo di enti di alta promozione culturale. I Collegi sono, infatti, veri centri di formazione d'eccellenza e di valorizzazione dei talenti, che hanno saputo andare oltre il servizio di mera residenzialità per affiancarsi, con la propria attività formativa e accademica, ai più prestigiosi atenei italiani. Diversi per storia, ma non per finalità, i Collegi universitari legalmente riconosciuti dal Ministero dell'Istruzione, dell'Università e della Ricerca sono un unicum nel panorama universitario italiano; consapevoli del loro ruolo sociale e forti della tradizione di eccellenza, nel 1997 i Collegi hanno costituito la Conferenza permanente dei Collegi Universitari di Merito (CCUM), l'organo che li rappresenta all'esterno e che svolge funzioni di coordinamento e di promozione di azioni comuni.

#### Collegi Universitari di Merito
In Italia si sono sviluppati nel corso del tempo i Collegi Universitari di Merito legalmente riconosciuti dal Ministero dell'Università, strutture a carattere residenziale, aperte a studenti di Atenei italiani o stranieri, di elevata qualificazione formativa e culturale, che perseguono la valorizzazione del merito e l'interculturalità della preparazione. La Conferenza dei Collegi Universitari di Merito legalmente riconosciuti dal Ministero dell'Istruzione, Università e Ricerca (CCUM) è l'associazione che riunisce e rappresenta presso le istituzioni e i gruppi di interesse nazionali e internazionali i 14 Enti che gestiscono i Collegi Universitari di Merito su tutto il territorio nazionale.

### Collegio diffuso
Una tipologia di collegio universitario è il collegio diffuso, si tratta di un collegio strutturato in una serie di appartamenti situati a poche centinaia di metri dalla sede centrale nella quale si trovano i servizi (mensa, biblioteca, sale studio, sale computer) e dove si svolgono le attività formative e ricreative. Il collegio diffuso permette di coniugare gli aspetti caratterizzanti un Collegio universitario di Merito, cioè la formazione e la dimensione relazionale che si svolgono nella sede centrale, con una vita più autonoma negli appartamenti.